# Ринодерма Дарвина
Ринодерма Дарвина (лат. Rhinoderma darwinii) — вид мелких бесхвостых земноводных из рода Ринодермы. Самцы этих животных инкубируют икру у себя во рту, в горловом мешке.

## Описание

### Внешний вид
Длина тела до 3,3 см. Мордочка вытянута в мягкий хоботок. Окраска верхней стороны туловища изменчива и варьирует от оливково-зелёной до серовато-коричневатой. Бока и голова обычно каштаново-бурые. На спине различный по очертаниям узор. Низ тела оранжевый или соломенно-жёлтый с тёмными пятнами.

### Распространение и места обитания
Водится на западных склонах Анд в Продольной долине и береговых районах от провинции Сан-Фернандо до провинции Айсен на юге Чили и в Аргентине, провинциях Неукен и Рио-Негро.
Обитает в холодных горных водоёмах.

### Размножение
Брачный период у ринодермы Дарвина длится с конца декабря до конца февраля. Самка несколько раз откладывает по 1—2 яйца. После оплодотворения самец забирает их в рот и инкубирует в горловом мешке. Яйца крупные, с большим содержанием желтка. По мере расходования желтка эмбрионы срастаются дорсальной поверхностью со стенками мешка, богатыми кровеносными сосудами, и питаются за счёт организма самца. Самец в период инкубации яиц продолжает кормиться. Детёныши покидают горловой мешок полностью сформированными.

## Ринодерма Дарвина и человек
Численность довольно стабильна, но местами снижается из-за разрушения мест обитания вида.
Из-за уникального образа жизни и необычного способа размножения ринодерма Дарвина должна быть сохранена как живой памятник южноамериканской природы.